# 青森南警察署
青森南警察署（あおもりみなみけいさつしょ）は、青森県警察が管轄する警察署の一つである。
浪岡警察署から青森南警察署に改名する前は南津軽郡藤崎町常盤地区（旧常盤村）も管轄区域に含まれていた。
現在、藤崎町北部（常盤地区、明徳中学区）も藤崎町南部（藤崎中学区）と同様に、弘前警察署の管轄になっている。

## 管轄区域
- 青森市（旧南津軽郡浪岡町区域）

## 組織
- 警務会計課
  - 警務係
  - 広聴・相談係
  - 犯罪被害者支援係
  - 会計係
- 刑事生活安全課
  - 刑事生活安全係
- 地域課
  - 地域係
  - 自動車警ら係
- 交通課
  - 交通係
- 警備課
  - 警備係

## 所在地
- 青森県青森市浪岡大字浪岡字淋城87-1

## 沿革
- 2006年（平成18年）4月1日：2005年（平成17年）4月1日に行われた市町村合併に併せ「浪岡警察署」を「青森南警察署」と改称

## 交番
- 所在地交番（青森南警察署内）

## 駐在所
現在所轄区域内に駐在所はない。
- 過去に存在した所轄の駐在所
  - 樽沢警察官駐在所（青森市浪岡大字樽沢字村元431-1[注 1]）
  - 徳才子警察官駐在所（青森市浪岡大字徳才子字早稲田96-9[注 1]）
  - 本郷駐在所
  - 下十川駐在所
  - 水木駐在所
  - 常盤駐在所（現在は弘前警察署の所轄として存続）